# Општина Корбу (Олт)
Корбу (рум. Corbu) општина је у Румунији у округу Олт.
Oпштина се налази на надморској висини од 154 m.